# Joseph-Urbain Mélin
Pour les articles homonymes, voir Melin (homonymie).
Joseph-Urbain Mélin, né à Paris le 14 février 1814 et mort à Avon le 3 novembre 1886,,, est un peintre français.

## Biographie
Joseph Urbain, dit Joseph Mélin est le fils de Jean Louis Urbain dit Mélin, employé  des postes, et de Marguerite Déodatte Flamant, couturière.
Aux beaux-arts, il est élève de Paul Delaroche et de David d'Angers, il expose au Salon à partir de 1836.
En 1837 et 1839, il concourt pour le prix de Rome en peinture.
Peintre d'histoire jusque 1843, il devient ensuite peintre animalier.
Il obtient une médaille de troisième classe en 1843 et 1855, de deuxième classe en 1845 et un rappel en 1858.
En 1881, il épouse Claudine Masse, artiste peintre.
Il meurt le 3 novembre 1886 à Avon, en Seine-et-Marne.